# Челябинский трикотаж
ОАО «Челябинский трикотаж» — российская  компания. Полное наименование — Открытое акционерное общество «Челябинский трикотаж». Компании расположена в Челябинске, Челябинская область.

## История
История предприятия началась осенью 1941 года, когда из Одессы было эвакуировано оборудование артели «Советская Украина».
Это были вязальные и швейные машины. Всё это оборудование установили в подвале жилого дома по Комсомольскому проспекту, 3в.
Продукция выпускалась из хлопчатобумажной пряжи, которую поставляла прядильная фабрика Челябинска, располагавшаяся в здании напротив оперного театра, на перекрестке улиц Кирова и Труда (сейчас это городская филармония).
Пряжу отправляли в мотальный цех, расположенный в барачном помещении по улице 8-го Марта, в районе кинотеатра «Родина». На лошадях пряжу после перемотки доставляли в вязальный цех. В цехе была одна плосковязальная ручная машина. Во время войны из хлопчатобумажного полотна артель выпускала белье: майки, панталоны, а из товарного полотна шили простыни и наволочки.
Артель работала в тяжелых условиях: девочки-подростки трудились в три смены; в подвальном помещении было сыро и бегали крысы. Есть хотелось всё время, так как на день выдавалось по 300 граммов хлеба. Девочки пели песни, чтобы отвлечься от чувства голода.
В то время, когда не оставалось пряжи, работниц отправляли в швейный цех, расположенный в бараке у Кислородного Завода. Там стояли шесть швейных машин, на которых шили постельное белье, рукавицы, рубашки, кальсоны, а также занимались ремонтом одежды с фронта.
В 1943 году было организовано красильное производство. Красильный участок располагался в бане на КБС. Руководили артелем в это время Мавшович и его заместитель Разонвайн. Механиком на обслуживании всех машин был Блодницкий Герш Иосифович, имевший всего один класс образования.
В 1944 году артель разделилась на две: швейная — «Советская Украина» и вязальный цех в подвале — артель «Трикотажник», которую возглавил Голодницкий Г. Н.
Артель стала развиваться, появились новые машины, пряжи стало больше. Установили шнуропетельную машину и стали вязать шнурки. В 1946 году кругловязальные машины механизировали, установили моторы. В 1947-48 годах появились и другие механизированные машины. Ассортимент стал расширяться, наладили выпуск свитеров, жакетов. Среди руководителей были Таланова Клавдия Петровна — сменный мастер, Желткова — главный бухгалтер, Хвостанцова, Мухамедьянова, Шафига и другие.
В 1952 году председателем артели стал Голодницкий. История сохранила ещё несколько фамилий председателей: 1958 год — Мифтахов, 1959-60 — Шуляков. И каждый директор стремился модернизировать предприятие, обновить оборудование. В конце 1959 года появились ещё две механизированные вязальные машины с электрическим приводом.
Несмотря на тяжелый труд, который занимал 12 часов, женщины находили силы для участия в художественной самодеятельности. Активными участниками художественной самодеятельности были Павловская В. А., Гришанова Р. П., Гарипова Р. П.. За их плечами 40-летний стаж работы на предприятии.
В 1950-е годы в артели работало больше 100 человек. Имена многих работников известны и сейчас: Анна Ивановна Ефремова — начальник цеха в 1956-57 годах; Нина Дмитриевна Моспанина — отдел кадров; отдел снабжения и сбыта — Данилов Александр Сергеевич, Чигажов Иван Федорович; список можно продолжать ещё и ещё.
С 1 октября 1960 года артель была реорганизована в Челябинскую трикотажную фабрику. Обязанности директора исполнял главный инженер Куприянов Владимир Николаевич. В феврале 1961 года сменил Сахно Алексей Матвеевич, затем в июне 1961 года Рюганов Николай Александрович.
В январе 1962 года директором фабрики был назначен Смирнов Владимир Гаврилович. В 1963 году были построены новые корпуса для вязального и швейного цехов. В 1964 году начали строительство управленческого корпуса.
Большое внимание Владимир Гаврилович уделял и благоустройству территории фабрики. Яблони, посаженные в то время, до сих пор радуют работников предприятия. Директор заботился и о сотрудниках предприятия, принимая участие в долевом строительстве жилья и ежегодном выделении 2-3-х квартир. Летом дети сотрудников фабрики имели возможность отдохнуть в пионерском лагере «Березка» и санаториях Урала.
В 1973 году фабрику возглавляет Ангелов Вильям Павлович, который проработал недолго — всего два года. Его сменила на директорском посту Беляева Е. П., которая, как и все директора, придавала большое значение техническому вооружению фабрики. И уже в 1976 году были приобретены новые машины КЛК-5. Чтобы наращивать объёмы выпускаемой продукции, требовались новые рабочие места. Стали открываться филиалы в различных уголках области: в селе Коелга, деревне Долговка, Луговое и др.
С 18 сентября 1991 года Челябинской трикотажной фабрике присвоено имя «Россиянка». В это время в стране назревают преобразования, которые сопровождаются экономическим кризисом, отразившемся на работе фабрики. В результате чего стали сокращаться штаты, уменьшаться выпуск продукции, закрываться филиалы.
В августе 1993 года Челябинская трикотажная фабрика «Россиянка» преобразуется в АООТ «Челябинский трикотаж». И вновь экономический кризис, который сильно повлиял на работу фабрики. В 1996 году фабрика практически остановилась. Руководить в это сложное время пришлось Прыймак Наталье Петровне. Было приложено немало усилий, чтобы сохранить предприятие и его профиль работы.
В середине 1996 года на фабрику пришел новый коммерческий директор — Сотников Виктор Иванович и, благодаря новым молодым силам, фабрика стала оживать. Первый ощутимый результат получили в 1997 году. Рост объёма производства возрос в 3,5 раза по сравнению с 1996 годом. Благодаря росту производства и полученной прибыли, появилась возможность расширить парк оборудования.
С 22 сентября 1997 года АООТ «Челябинский трикотаж» переименовано в ОАО «Челябинский трикотаж». К этому времени на фабрике работает 200 человек. В мае 1997 года на общем собрании акционеров Сотников В. И. избирается генеральным директором. С этого времени молодой директор создает вокруг себя молодую команду. Для согласованной работы коллектива аппарата управления привлекается консалтинговая компания «Метод», чтобы лучше ориентироваться в условиях рыночной экономики. Сотрудники фабрики повышают свой профессиональный уровень, выезжают на тренинговые семинары.
Параллельно с обучением кадров идет обновление производства. В январе 1998 года на фабрике были установлены две машины фирмы «Stoll». Они позволили существенно расширить ассортимент выпускаемой продукции, а также её конкурентоспособность. Также ведутся переговоры по вопросу приобретения САПР для художественной лаборатории. И уже в 1999 году установлена первая часть САПР — АРМ конструктора. Сейчас САПР полностью укомплектована, что способствует улучшению работы лаборатории, технолога и нормовщика.
На предприятии идет постепенное целенаправленное техническое перевооружение. Приобретается новое оборудование для швейного цеха (челночное, петельное, пятиниточное). В 1999 году приобретается новейшее оборудование для влажно-тепловой обработки полуфабриката и готового изделия итальянского компании «Монти Антонио». Благодаря этому улучшается качество готовых изделий.
За время руководства предприятием Сотниковым В. И. увеличилась численность рабочих со 130 (в 1997 году) до 210 (в 1999 году), а в 2000 году численность составила уже 230 человек.
Ежегодно ОАО «Челябинский трикотаж» участвует в региональных выставках-ярмарках, организуемых в Челябинске, награждается дипломами. Также ежегодно предприятие представляет Челябинскую область в выставке достижений и перспектив развития Челябинской области в Москве. За участие в XIII Федеральной оптовой ярмарке товаров текстильной и легкой промышленности в октябре 1999 года получили диплом «За высокие потребительские свойства» коллекции образцов изделий верхнего трикотажа для всех возрастных групп, изготовленных из натуральных и синтетических волокон по современным технологиям.
Осенью 1999 года предприятие участвовало в Российском конкурсе «Бархатные сезоны в Сочи», организованном В.Зайцевым. «Челябинский трикотаж» — постоянный участник ярмарок ЮжУралЭкспо в Екатеринбурге.
Большое внимание В. И. Сотников уделял обучению управленческого персонала предприятия, молодым специалистам, окончившим Челябинский техникум трикотажной и легкой промышленности и профильным вузам из Москвы и Омска. Предоставляются места для практики студентов техникумов и вузов Челябинска.
Новый человек возглавил коллектив, молодой, энергичный. Вокруг него сложилась команда единомышленников, которые ему доверяют. Коллектив живёт не только работой, стали складываться новые традиции, такие как празднование Нового Года, Дня легкой промышленности, Дни рождения сотрудников.
С каждым годом фабрика получала всё больше наград, дипломов и благодарностей, в том числе и от губернатора Челябинской области Петра Сумина.
Следующим генеральным директором ОАО «Челябинский трикотаж» стал Алексей Викторович Калин, который занимает этот пост и по сей день. Он продолжил дело В. И. Сотникова по модернизации производства и усовершенствования бизнес-процессов на предприятии. Под руководством А. В. Калина были закуплены новые машины — кругловязальные машины марки MecMor (Италия), которые отличаются повышенной производительностью по сравнению с плосковязальными машинами. Всё это позволяет предприятию выпускать 6500 единиц продукции ежемесячно.
В то же время рынок продолжал видоизменяться, и было недостаточно одного только усовершенствования внутренних процессов в компании. В Россию хлынуло множество зарубежных брендов, стали появляться и отечественные. Понимая это, было принято решение о создании собственной торговой марки. В результате на свет появился бренд «Desso» (свидетельство № 305677, 26.04.2006 г. зарегистрировано в Государственном реестре товарных знаков и знаков обслуживания РФ), а функции сбыта и продвижения продукции были возложены на дочернее предприятие ООО "Торговый дом «Имидж».
В настоящий момент фабрика выпускает вязанную мужскую, детскую, женскую одежду (свитера, джемпера, жакеты, жилеты), спецодежду. А также принимает инидивидуальные заказы на массовое производство верхней одежды.

## Собственники и руководство
Основные владельцы компании:
Председатель совета директоров компании, генеральный директор — Калин Алексей Викторович.

## Источник
Внутренняя информация компании